# FBA 19
Le FBA 19 est un hydravion militaire et civil de l'entre-deux-guerres, produit en France par le constructeur aéronautique Franco-British Aviation Company (FBA).

## Variantes
- HB 2 (Hydravion de Bombardement)
- HMB 2 (Hydravion Mixte de Bombardement)
- HMT 3 (Hydravion Mixte de Transport)

## Opérateurs
- Compagnie Air Union
- République de Chine